# 岐阜県立羽島北高等学校
岐阜県立羽島北高等学校（ぎふけんりつはしまきたこうとうがっこう）は、岐阜県岐阜市に所在する公立高等学校。

## 概説
もともとは羽島郡柳津町にあったが、2006年（平成18年）に岐阜市と柳津町が合併したことにより所在地を岐阜市に置くこととなった。通称「羽北（はしきた・はきた）」である。

## 学校概要
創立
1978年（昭和53年）

学科
全日制普通科単位制

所在地
岐阜県岐阜市柳津町北塚3-110

校訓
誠実・叡智・進取

制服
男子は詰襟の学生服、女子はブレザーが指定されている。

学校祭
球技大会（5月と10月の二回）・ 北翔祭（9月）

修学旅行
2013年（平成25年）度までは長崎だったが2014年（平成26年）度より沖縄に変更された。2年の10月に3泊4日となっている。

## 沿革
- 1978年（昭和53年） - 岐阜県立羽島北高等学校として設立。
- 1982年（昭和57年） - オーストラリアのセオドア高校と姉妹校になる。
- 1998年（平成10年） - オーストラリアのモント高校と姉妹校になる。

## 姉妹校
以下2校と姉妹校となっているほか、ロックハンプトン高校とも訪問団を通じた交流が行われている。
- オーストラリア：セオドア高校
- オーストラリア：モント高校

## 部活動

### 主な実績一覧
生徒は何かしらの部活動が必須となっている。ただし、2019年（令和元年）度より必須ではなくなった。
運動系ではフェンシング部が全国レベルの実力をもつ。そのフェンシング部において、2025年5月10日のインターハイへの出場をかけた岐阜県予選の試合（フェンシングの女子エペ個人のインターハイの岐阜県予選）で、関係者が一方の選手にわざと負けるように頼む不正行為があった。
野球部は以前1981年（昭和56年）春季岐阜県高校野球大会優勝、1984年（昭和59年）春季岐阜県高校野球大会3位、1988年（昭和63年）秋季岐阜県高校野球大会準優勝、1989年（平成元年）春季岐阜県高校野球大会3位と実績を残していたが、ここ最近は低迷している。また、水泳部が東海総体に出場などをして実力を伸ばしている。
文化系では吹奏楽部が大会・コンクールなどで成績を残している他、写真部も多くのコンクールで生徒が表彰されている。

### 運動部
- 陸上部
- バレーボール部（2021年（令和3年）度から男女併合）
- バスケットボール部（2021年（令和3年）度から男女併合）
- ハンドボール部男女
- サッカー部
- 硬式野球部
- 卓球部
- 剣道部
- フェンシング部
- ソフトテニス部（2021年度から男女併合）
- 水泳部

### 文化部
- 吹奏楽部
- 美術・写真部（2021年（令和3年）度から美術部と写真部併合）
- 放送部
- 自然科学部（2021年（令和3年）度から募集停止）
- 家政部
- 茶菓道部
- 囲碁・将棋部

## 出身者
- 園田康博 - 元衆議院議員
- 若山貴嗣 - 岐阜市議会議員、元ぎふチャンアナウンサー
- 後藤友紀 - 岐南町長、元岐南町議会議員
- 新井祐子 - フェンシング選手、アトランタ五輪、シドニー五輪代表
- 小沢としお - 漫画家
- 高見泰範 - アマチュア野球選手、バルセロナオリンピック野球日本代表主将
- 林家卯三郎 - 落語家

## アクセス
- 名鉄竹鼻線「柳津駅」より徒歩で約15分。
- 名鉄名古屋本線「名鉄岐阜駅」より自転車で約50分。